# Hashima shiyakusho mae
Hashima shiyakusho mae (羽島市役所前) é uma estação da linha Takehana, da linha meitetsu. Embora o nome da estação dê a entender que sua localização seja em frente à prefeitura da cidade de Hashima, isto não é verdade. Para se chegar à prefeitura, é preciso caminhar a esquerda da saída da estação (só há uma saída) durante aproximadamente 10 minutos. Aconselha-se pedir informação pois não há letreiros em português.